# Renea
Renea é um género de gastrópode  da família Aciculidae.
Este género contém as seguintes espécies:
- Renea bourguignatiana
- Renea gormonti
- Renea moutoni
- Renea paillona
- Renea singularis